# Biddulphiaceae
Famille
Les Biddulphiaceae sont une famille d'algues de l'embranchement des Bacillariophyta (Diatomées), de la classe des Mediophyceae et de l’ordre des Biddulphiales
Elles font partie des diatomées dites « pseudocellées », à opposer aux Eupodiscaceae qui sont des diatomées dites « ocellées », découvertes en 1896 par Franz Schütt (d). 

## Étymologie
Le nom de la famille reprend celui du genre type Biddulphia qui a été nommé en l'honneur de la botaniste britannique Susanna Biddulph (d) qui a collecté des algues entre 1790 et 1808,.

## Description

### Généralités
Définies comme des diatomées à deux ou plusieurs pôles, elles sont la plupart du temps de forme elliptique avec des pôles élevés en bosses ou en cornes. Elles se caractérisent par des élévations pseudocellulaires, des manchons de valves verticaux, des côtes internes (lorsqu’ils sont présents) et des processus labiaux (lorsqu’ils sont présents) en groupes irréguliers dans la partie centrale des valves ou sur le manteau.

### Composition lipidique deBiddulphia sinensis
Biddulphia sinensis est une espèce présentant une concentration d’acide gras de 1,75 % en moyenne, ce qui est très faible comparé à d’autres espèces de diatomées. Biddulphia sinensis a donc une teneur très faible en lipides comparé à d’autres diatomées. Des chercheurs ont d’ailleurs remarqué que Biddulphia aurita, une autre espèce de Biddulphiaceae, avait une faible teneur en lipides en dépit d’une taille de cellule et un habitat très différent. Cette faible teneur en lipides chez ces deux espèces de Biddulphia se traduit par une nature hautement silicifiée de la paroi cellulaire de Biddulphia.

## Répartition
Les Biddulphiaceae vivent principalement dans des eaux tropicales.
Les espèces du genre Biddulphia vivent dans le golfe de Californie ainsi que dans les côtes du Gopalpur dans l’est de l’Inde mais aussi au large de Porto Rico.

## Liste des genres
Selon AlgaeBase (2 août 2022) :
- Arcusidiscus S.Komura, 2008
- Argonauta G.Karsten, 1928
- Biddulphia S.F.Gray, 1821
- Biddulphiopsis Stosch & Simonsen, 1984
- Cortinocornus Glezer, 1984
- Donskinika Kozyrenko, 2015
- Fenneria J.Witkowski, 2018
- Grayia E.Grove & J.Brun, 1892
- Heterangion S.Komura, 2001
- Huttonia Grove & Sturt, 1887
- Hydrosirella Hustedt, 1952
- Lampriscus A.W.F.Schmidt, 1882
- Leudugeria Tempère ex Van Heurck, 1896
- Lisitzinia A.P.Jousé, 1978
- Neograya Kuntze, 1898
- Neohuttonia Kuntze, 1898
- Peponia Greville, 1863
- Pseudoauliscus Schmidt
- Pseudotriceratium Grunow, 1884
- Solium Heiberg, 1863
- Stoermeria Kociolek, L.Escobar & S.Richardson, 1996

Selon IRMNG (25 février 2025) : 
- Alveoflexus N.I. Hendey & P.A. Sims, 1984 †
- Ancoropsis N.I. Hendey & P.A. Sims, 1984 †
- Arcusidiscus S. Komura, 2008
- Biddulphia S.F. Gray, 1821
- Biddulphiopsis H.A. von Stosch & R. Simonsen, 1984
- Bonea R. Ross & P.A. Sims, 1978 †
- Denticella C.G. Ehrenberg, 1838
- Dextradonator R. Ross & P.A. Sims, 1980 †
- Donskinica T.F. Kozyrenko in Strelnikova & Kozyrenko, 2015 †
- Emersonia J.W. Bailey, 1842
- Eunotiopsis Grunow, 1879
- Euodiella P.A. Sims, 2000 †
- Isthmia C.A. Agardh, 1832
- Medlinia P.A. Sims, 1998 †
- Monile R. Ross & P.A. Sims, 1987 †
- Neohuttonia O. Kuntze, 1898
- Pseudotriceratium Grunow, 1884
- Stoermeria J.P. Kociolek, L. Escobar & S. Richardson, 1996 †
- Terpsinoe C.G. Ehrenberg, 1843
- Tetragramma Ehrenberg, 1843

Selon World Register of Marine Species (25 février 2025) :
- † Alveoflexus N.I. Hendey & P.A. Sims, 1984
- † Ancoropsis N.I. Hendey & P.A. Sims, 1984
- Arcusidiscus S.Komura, 2008
- Biddulphia S.F. Gray, 1821
  - Espèce type : Biddulphia pulchella S.F.Gray, 1821
  - Espèces synonymes : 
    - Biddulphia biddulphiana (J.E. Smith) Boyer, 1900
    - Conferva biddulphiana J.E. Smith, 1807[2],[11]
- Biddulphiopsis H.A. von Stosch & R. Simonsen, 1984
- † Donskinica Strelnikova & Kozyrenko
- † Euodiella P.A. Sims, 2000
- † Fenneria J.Witkowski, 2018
- Hydrosera G.C. Wallich, 1858
- Isthmia C.A. Agardh, 1832
- † Medlinia P.A.Sims, 1998
- Neobrightwellia M.P.Ashworth & P.A.Sims, 2022
- Neohuttonia O. Kuntze, 1898
- Pseudotriceratium A. Grunow, 1884
- Stoermeria J.P. Kociolek, L. Escobar & S. Richardson, 1996
- Terpsinoë C.G. Ehrenberg, 1843
- Trigonium P.T. Cleve, 1867

## Systématique
Le nom correct complet (avec auteur) de ce taxon est Biddulphiaceae Kützing, 1844.
Les Biddulphiacae sont incluses dans le groupe des Mediophyceae. Les scientifiques divergent cependant sur la phylogénie des Biddulphiaceae : certains pensent que les Medophyceae sont un groupe monophylétique des Biddulphiaceae (Theriot et al. 2009, 2010, 2011), d’autres pensent que ce sont des groupes paraphylétiques (Adl et al. 2005). 
D’après la phylogénie de Matt P.Ashwork et d’Edward C.Theriot, on dénombre quatorze espèces dotées de pseudocelles (ce sont donc des Biddulphiaceae) dont onze qui ont des valves poreuses et trois avec des valves loculées.